# HELLO (HYDEの曲)
「HELLO」（ハロー）は、日本のロックバンド・L'Arc〜en〜Cielのボーカリストで、シンガーソングライターであるHYDEの4作目のシングル。2003年6月4日発売。発売元はKi/oon Records内に設立した自身の主宰レーベル、HAUNTED RECORDS。

## 解説
アルバム『ROENTGEN』から約1年3ヶ月ぶりとなる新譜で、前作「SHALLOW SLEEP」以来約1年2ヶ月ぶりとなるシングル。
2002年に発表したアルバム『ROENTGEN』を「家で聴いて楽しめる音楽」として、自身が嗜好する弦楽器や管楽器を効果的にフィーチャーしたアンビエント色の強いムーディな＜静＞の世界観で完成させたかったこともあり、この年はプロモーション企画で数本の単発コンサートを行うに留まっていた。そのため、HYDEの中に「ライヴができる様なアルバムを作って、（リスナーの）みんなに会いに行きたい」という気持ちが徐々に芽生えるようになり、HYDEはアルバム制作を主体とした＜静＞の活動を一旦休止することを決める。そして2003年からは、自身が好む音楽性のひとつであるハードロックに焦点を当て、ライヴ活動をメインに据えた激しいロックサウンドを追求する＜動＞の活動スタイルに方針を180度転換することにしている。
本作の表題曲「HELLO」は、ディストーションの効いたギターが印象的な、メロディアスなハードロックテイストの楽曲に仕上げられている。この曲にはハードでありながらキャッチーなドライヴ感も内包されているが、HYDEはこの曲の方向性について「アルバム『666』の中でいちばんポップな曲かもしれない」「自分はアンダーグラウンドなものだけでなく、そこにメロディアスさがあることで魅力を感じるからだと思う」と述べている。ちなみにこの曲は、2003年4月27日から同年5月15日にかけて、HYDEが参加した対バンツアー「BUBBLE FESTiVAL」などで先行披露されていた。なお、この対バンツアーは、ken（L'Arc〜en〜Ciel）が2002年に新たに結成したロックバンド、SONS OF ALL PUSSYSが主催したものである。余談だが、HYDEは対バンツアーで、表題曲以外にGASTUNKやミスフィッツ、ニルヴァーナなどの楽曲のカバーを披露している。なお、この曲は2003年12月発表のアルバム『666』にはアルバムバージョンで収録されており、アウトロのフィードバックがシングルバージョンよりも若干長くなっている。
カップリングに収録された楽曲「THE OTHER SIDE」は、ヘヴィなリフから始まるグランジの雰囲気を感じられるナンバーとなっている。なお、この曲も前述のSONS OF ALL PUSSYS主催の対バンツアーなどで先行披露されていた。
なお、本作に収録された楽曲の制作には、共同プロデューサーとしてOblivion Dust、Spin AquaのギタリストであるK.A.Zが招聘されている。K.A.Zはアルバム『666』発売時に受けたインタビューの中で、HYDEからのオファーを受けた経緯について「HYDEからプロデュースの依頼を受けたときはうれしかったけれど、俺自身がSpin Aquaを始めたばかりだったから、正直、躊躇もしたかな。でも、いっしょに演ったら、カッコいいサウンドが生まれるかもしれないって予感はあった」と述べている。なお、本作及びアルバム『666』のレコーディングでは、HYDEがメインでギターを弾いている。そしてK.A.Zは、サウンド・ディレクションに加え、HYDEのギタープレイに関するアドバイザーを担っている。また、ベースは元media youthのベーシストのHIROKI、ドラムは元BUGのFURUTONが担当している。余談だが、2003年から2004年にかけて開催・参加した公演や、2003年8月1日に出演したロック・フェスティバル「ROCK IN JAPAN FESTIVAL 2003」などでは、HYDE、HIROKI、FURUTONのスリーピースバンド体制でライヴを行っている。
また、HYDEは、＜静＞をテーマに制作されたアルバム『ROENTGEN』において低いトーンとウィスパーボイスを多用したアプローチをみせていたが、今回から喉を歪ませたようなヘヴィなヴォーカリゼーションを織り交ぜるようになっている。
本作は、通常盤（12cmCD）の1形態でリリースされた。なお、発売当初はCCCDで販売されていたが、2005年10月26日にCD-DAで再発売されている。
発売初週となる2003年6月16日付のオリコン週間シングルチャートで、「evergreen」以来2度目の首位を獲得している。

## 収録曲
| #  | タイトル           | 作詞               | 作曲 | 編曲        | 時間 |
| -- | ------------------ | ------------------ | ---- | ----------- | ---- |
| 1. | 「HELLO」          | HYDE, Lynne Hobday | HYDE | HYDE, K.A.Z | 4:54 |
| 2. | 「THE OTHER SIDE」 | HYDE, Lynne Hobday | HYDE | HYDE, K.A.Z | 3:50 |

## タイアップ
HELLO
- ドワンゴ「40メロミックス」CMソング（本人出演）

## 参加ミュージシャン
HELLO
- HYDE：Vocals, Guitars
- FURUTON：Drums
- HIROKI：Bass
- K.A.Z：Synthesizer Programming, Additonal Guitars
- 斎藤仁：Pre Production, Synthesizer Programming
- Lynne Hobday：English Translation

THE OTHER SIDE
- HYDE：Vocals, Guitars
- FURUTON：Drums
- HIROKI：Bass
- K.A.Z：Additonal Guitars
- 斎藤仁：Pre Production, Synthesizer Programming
- Lynne Hobday：English Translation

## 収録アルバム
- 『666』 (#1,アルバムバージョン)
- 『HYDE』 (#1,アルバムバージョン、#2)